# Schloss Zelená Hora
Das Schloss Zelená Hora (deutsch Grünberg) ist ein frühbarocker Bau nördlich der Stadt Nepomuk in Tschechien. Das denkmalgeschützte Bauwerk geht auf eine Burganlage zurück. Es wurde bekannt durch die Grünberger Allianz (Zelenohorská jednota) und die Grünberger Handschrift. Zur Speisung des Burgbrunnens diente ein Wasserwerk, das als das wahrscheinlich älteste in Böhmen angesehen wird.

## Geographie
Das Schloss liegt einen Kilometer nördlich von Nepomuk rechtsseitig der Einmündung der Mihovka in die Úslava auf dem Berg Zelená hora (Grüner Berg, 536 m) und gehört zum Kataster der Gemeinde Klášter. Neben dem dreigeschossigen hufeisenförmigen Schloss mit einem Turm im Ostflügel befindet sich die barocke Kirche Mariä Himmelfahrt und ein historischer Speicher.

## Geschichte
Die erste schriftliche Erwähnung über den Bau einer Burg auf dem Berg Zelená hora erfolgte 1221, als König Ottokar I. Přemysl dem Abt des Klosters Nepomuk die Befreiung der Klostergüter von Frondiensten zur Errichtung der neuen Burgen Teslín, Prácheň und Zelená Hora zusicherte. Diese Burganlage bestand wahrscheinlich nicht lange, und der Berg gelangte in den Besitz des Klosters. Es wird angenommen, dass sich zu dieser Zeit ein Wachtturm zum Schutze des Klosters auf dem Berg befand.
Im Jahre 1419 besetzte der Hussitenführer Nikolaus von Hus den dem Kloster gehörigen Grünen Berg und ließ als seinen Sitz einen befestigten Hof anlegen, den er „Hora Olivetska“ (Ölberg) benannte. Die auf der Seite des böhmischen Landesherrn Sigismund kämpfenden Schwanberger eroberten kurz darauf den Berg. Nach der Zerstörung des Klosters durch die Truppen Jan Žižkas übertrug Kaiser Sigismund am 22. August 1420 die Herrschaft Pomuk an Bohuslav von Schwanberg. Dieser wechselte 1422 während der Gefangenschaft zu den Taboriten und starb 1425 bei der Belagerung der Burg Retz. Die Herrschaft Pomuk wurde darauf an die Stadt Klattau übertragen.
Nachdem Bohuslavs Bruder Hynek Krušina von Schwanberg 1436 das Erbe antreten konnte, begann er mit dem Bau einer Burg auf dem Grünen Berg, die 1454 fertiggestellt wurde. 1464 verkaufte Hyneks Sohn Bohuslav der Jüngere von Schwanberg die Herrschaft Grünberg an Zdenko von Sternberg. Dieser brach damals mit seinem Schwager Georg von Podiebrad und wechselte auf die Seite des katholischen Adels. Am 28. November 1465 erfolgte im Schwarzen Saal der Burg Grünberg der Zusammenschluss von 16 bedeutenden böhmischen Adelsgeschlechtern zur Grünberger Allianz, deren Mitgliedern fünf Jahre gegen Georg von Podiebrad kämpften. Nach der Exkommunikation Georgs von Podiebrad durch Papst Paul II. wurde am 14. April 1467 im Schwarzen Saal von Grünberg ein Beistandsabkommen zwischen Kaiser Friedrich III. und der Grünberger Allianz für die Absetzung Georg von Podiebrads als böhmischer König geschlossen und der Anführer der Allianz, des Zdenko von Sternberg, am 20. April 1467 durch Paul II. zum Führer der Katholiken im Kampf gegen den ketzerischen König berufen. Zwischen 1476 und 1479 war die Burg gemeinsamer Besitz der vier Söhne Jaroslav, Zdeslav, Jan und Jiří/Georg von Sternberg, die in dieser Zeit verlorene Güter zurückgewinnen konnten. Ab 1479 gehörte Grünberg Zdenkos ältestem Sohn Jaroslav, der 1492 verstarb.
1528 erwarb Zdeniek Lev von Rosental die Burg Grünberg. Er war bei seinem Tode so verschuldet, dass die Herrschaft aus seinem Nachlass 1536 konfisziert und von der Böhmischen Kammer an Adam von Sternberg verkauft wurde. Diesem wurde am 4. Februar 1558 durch Kaiser Ferdinand I. die Herrschaft Grünberg in der Landtafel als erblicher Besitz eingetragen.
Unter Adam von Sternberg entstand das wahrscheinlich älteste Wasserwerk Böhmens, das das bei der früheren Klostermühle geschöpfte Wasser über ein System von Holzleitungen in den Brunnen auf dem Vorhof der Burg drückte. In den Jahren 1670 bis 1688 ließ Wenzel Adalbert von Sternberg die Burganlage zu einem frühbarocken Schloss umgestalten. 1726 verkaufte Leopold von Sternberg den Besitz an Adolf Bernhard von Martinic. Dieser erbte nach dem Tode seines Vaters die Herrschaft Planitz und schloss diese an Grünberg an. Dessen Tochter und spätere Erbin Maria Dominika gebar nach einem Verhältnis mit dem herrschaftlichen Förster einen illegitimen Sohn, den ihr Vater töten und im Kamin der Schlossbibliothek einmauern ließ. Maria Dominika trat nach dem Verlust ihres Kindes als Nonne in das Kloster der hl. Anna in Wien ein. Unter ihrer Herrschaft erfolgte im Rahmen der Raabisation die Zuteilung von Siedlungsland an Untertanen. 1784 setzte sie testamentarisch Franz de Paula Gundaker von Colloredo-Mansfeld zu ihrem Erben ein. 1807 folgte dessen Sohn Hieronymus von Colloredo-Mansfeld als Besitzer.
Im Jahre 1817 fand der pensionierte herrschaftliche Beamte Josef Kovář bei Aufräumarbeiten im Amtsarchiv angeblich ein zerfallenes Kästchen, das zwei Pergamentblätter mit einer alten Handschrift enthielt. Diese wurde durch den Nepomuker Dekan František Boubel als eine alttschechische Schrift aus dem 8. oder 9. Jahrhundert entziffert. Die sogenannte Grünberger Handschrift wurde zunächst im Nepomuker Pfarrhaus aufbewahrt und nach der Gründung des Nationalmuseums in Prag im November 1818 anonym an dessen Gründer Franz Anton von Kolowrat-Liebsteinsky versandt. Über die Echtheit der Schrift sowie der zeitgleich während der Zeit der Nationalen Wiedergeburt der Tschechen aufgetauchte Königinhofer Handschrift entbrannte ab der Mitte des 19. Jahrhunderts ein heftiger Streit. In den Jahren 1886–1887 wurden beide Handschriften von namhaften Wissenschaftlern als Fälschungen des Schriftstellers Václav Hanka deklariert. Nach wissenschaftlichen Untersuchungen wurde 1967 der Beweis für die Fälschung beider Schriften erbracht.
Nach dem Tode von Hieronymus von Colloredo-Mansfelds nutzte dessen Sohn Franz de Paula das Schloss ab 1822 vorwiegend als Jagdschloss. Er verstarb 1852. Durch Heirat gelangte das Schloss an Vincenz Karl von Auersperg. Ab 1867 nutzte es dessen Witwe Wilhelmine als ihren Hauptsommersitz. Nächster Besitzer war ihr Sohn Engelbert Ferdinand von Auersperg. 1902 weilte Franz Ferdinand von Österreich-Este auf dem Schloss und 1904 wurde zu Ehren von James Gordon Bennett die Bennett-Jagd abgehalten, bei der innerhalb weniger Tage 20.000 Rebhühner abgeschossen wurden. Im Jahre 1911 erfolgte ein Umbau des Schlosses. Ein großer Teil des zum Schloss gehörigen Großgrundbesitzes wurde nach der Gründung der Tschechoslowakei 1918 im Zuge der Bodenreform 1921 parzelliert. Engelbert Ferdinand Auersperg verkaufte das Schloss 1931 an die Prager Fabrikantenfamilie Karel und Marie Plavec. 1938 erwarb es der Abgeordnete Karel Blažek. Wegen Steuerschulden wurde das Schloss noch im selben Jahre vom Staat beschlagnahmt.
Nach Zerschlagung der Tschechoslowakei wurde das Schloss am 15. März 1939 zunächst von der Wehrmacht besetzt und noch im gleichen Jahr an die Waffen-SS zur Nutzung übergeben, die im Schloss eine Funkschule der Sicherheitspolizei und des SD einrichtete. Die Schule bestand von 1939 bis 1945. Nach dem Zweiten Weltkrieg wurde das von der Waffen-SS verlassene Schloss geplündert und das noch vorhandene wertvolle Inventar in andere Schlösser, Kirchen und Museen ausgelagert. Im Schloss Zelená Hora wurde eine Kaserne der Tschechoslowakischen Armee eingerichtet. Von 1951 bis 1957 war im Schloss eine technische Einheit stationiert, in der auch der Schriftsteller Miloslav Švandrlík (1932–2009) seinen Wehrdienst ableistete. Nachfolgend diente das Schloss bis zur Räumung durch die Armee im Jahre 1990 als Kaserne und verfiel. Lediglich am Turm der Kirche wurden in den Jahren 1965–1966 Rekonstruktionsarbeiten durchgeführt. Die frühere Schlossbibliothek befindet sich heute im Besitz des Denkmalamtes für Westböhmen in Plzeň.
Nach der Samtenen Revolution diente das Schloss als Drehort für die nach Miloslav Švandrlíks auf dem Schloss handelnde Romanserie über die Černí baroni für die gleichnamige Filmkomödie von Zdeněk Sirový (1932–1995). Zugleich wurden durch französische Filmemacher u. a. auch Teile für die Serie John Sinclair gedreht. Im Jahre 1992 wurde das Schloss der Gemeinde Klášter übertragen. Der Verkauf an einen sanierungswilligen Interessenten scheiterte wegen einer Restitutionsforderung der Plavec-Erben, die 1993 vom Kreisgericht Plzeň abgewiesen wurde. Danach begann die Gemeinde mit Unterstützung des Denkmalamtes Plzeň mit der Instandsetzung des Daches. 2001 wurde mit dem Inhaber des Unternehmens Janterai International s.r.o., Frank-Rainer Telemann, ein Nutzungsvertrag abgeschlossen, der einen künftigen Verkauf beinhaltet. Das Schloss wird derzeit saniert und zu einem Hotel sowie als Sitz des Unternehmens umgebaut. Die Arbeiten sollen im Jahre 2013 abgeschlossen sein. Wegen des Beginns der Generalrekonstruktion ist das Schloss ab 2009 wahrscheinlich nicht zugänglich.